# Waltheria indica

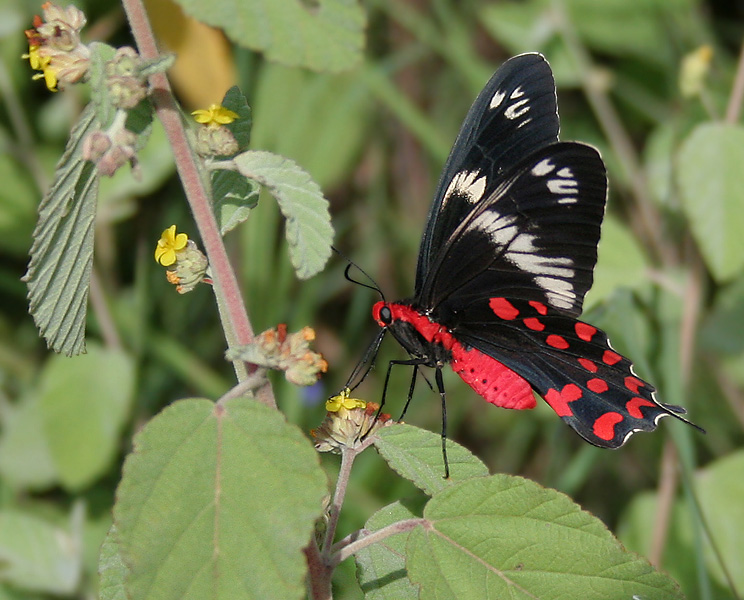
Atrophaneura hector an Waltheria indica

Waltheria indica ist eine Pflanzenart aus der Familie der Malvengewächse (Malvaceae).

## Beschreibung
Waltheria indica ist ein aufrechter oder niederliegender Halbstrauch, der stark verzweigt ist und Wuchshöhen bis zu einem Meter erreicht. Die jungen Zweige sind dicht feinflaumig. Die Blattstiele sind 0,5 bis 1 Zentimeter lang. Die Blattspreite ist 2,5 bis 4,5 Zentimeter lang, 1,5 bis 3 Zentimeter breit, eiförmig bis lang elliptisch-eiförmig und auf Ober- und Unterseite dicht feinflaumig. Die Blattbasis ist abgerundet bis leicht herzförmig, der Blattrand ist leicht gesägt und die Blattspitze stumpf. Der Blütenstand ist zymös, köpfchenförmig und achselständig. Die Blütenstandsachse kann fast fehlen oder Längen bis 1,5 Zentimeter erreichen. Die Lappen des Außenkelchs sind ungefähr 4 Millimeter groß und fast lanzettlich. Der Kelch ist 3 bis 4 Millimeter groß, röhrenförmig und fünflappig. Die Lappen sind dreieckig und um einiges länger als die Röhre. Die Kronblätter sind spatelförmig, gelblich, mit gestutzter Spitze und etwas länger als die Kelchblätter. Die Staubröhre umschließt den Fruchtknoten. Der Fruchtknoten ist sitzend und flaumig behaart. Die Griffel sind schräg eingefügt. Die Narbe ist fransig. Die Kapsel ist ungefähr 3 Millimeter groß, verkehrteiförmig, haarig, einsamig und von einem bleibenden Kelch eingeschlossen. Die Samen sind sehr klein und verkehrteiförmig.
Die Blütezeit liegt im Sommer und Herbst.
Die Chromosomenzahl beträgt 2n = 14 oder 24.

## Vorkommen
Die Art ist pantropisch verbreitet. Sie ist in Nord-, Mittel- und Südamerika beheimatet. In zahlreichen anderen Ländern in den Tropen und auch in China ist sie ein Neophyt. In China kommt sie in Fujian, Guangdong, Guangxi, Taiwan und Yunnan vor.

## Systematik
Waltheria indica wurde 1753 von Carl von Linné erstbeschrieben. Synonyme sind Waltheria americana var. indica (Linnaeus) K. Schumann, Waltheria indica var. americana (Linnaeus) R. Brown ex Hosaka und Waltheria makinoi Hayata.

## Nutzung
Waltheria indica wird als Zier- und Heilpflanze genutzt.